# میشائل دالمیدا
میشائل دالمیدا (فرانسوی: Michaël D'Almeida‎؛ زادهٔ ۳ سپتامبر ۱۹۸۷) دوچرخه‌سوار اهل فرانسه است.
وی در مسابقات کشوری و بین‌المللی در مجموع برندهٔ ۱ مدال طلا، ۲ مدال برنز شده‌است.